# Codex Boreelianus

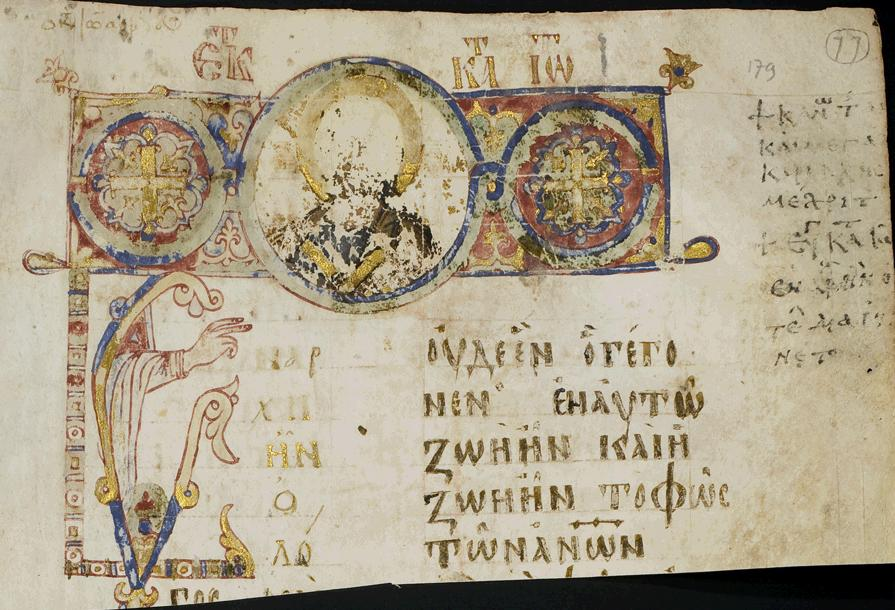
Codex Boreelianus

Der Codex Boreelianus (Gregory-Aland no. Fe oder 09) ist eine griechische Handschrift der vier Evangelien, welche auf das 9. Jahrhundert datiert wird. Die Handschrift ist nicht vollständig. Sie ist benannt nach Johannes Boreel (1577–1629), einem holländischen Gesandten am englischen Königshof. Der Codex verschwand zwischenzeitlich und wurde von Jodocus Heringa 1830 in Arnheim wiedergefunden.

## Beschreibung
Der Codex besteht aus 204 beschriebenen Pergamentblättern (28,5 × 22 cm).
Der Codex besteht aus den vier Evangelien (Matthäus, Markus, Lukas und Johannes). Ihm fehlen viele Teile der Evangelien. Der Codex wird in der Universität Utrecht (Univ. Bibl. Ms. 1) aufbewahrt:
Lücken
Matthäus 1,1–9,1; 12,1–44; 13,55–14,9; 15,20–31; 20,18–21,5;
Markus 1,43–2,8; 2,23–3,5; 11,6–26; 14,54–15,5; 15,39–16,19;
Lukas ist unvollständiger.
Johannes 3,5–14; 4,23–38; 5,18–38; 6,39–63; 7,28–8,10; 10,32–11,3; 12,14–25; 13,34–fin.
Der Text steht in zwei Spalten mit 19 Zeilen. Akzente sowie Spiritus asper und lenis sind da.
Sie enthält Listen der κεφαλαια, τιτλοι, Ammonianische Abschnitten (non Eusebischer Kanon), und Lektionar-Markierungen.

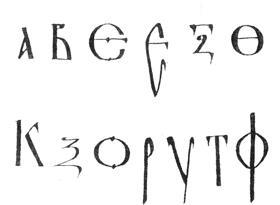
Buchstaben
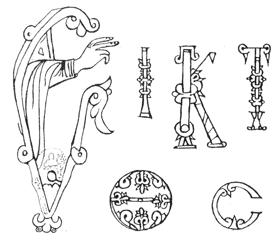
Großbuchstaben
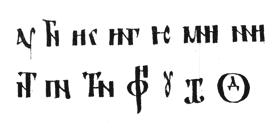
Ligaturen

## Text

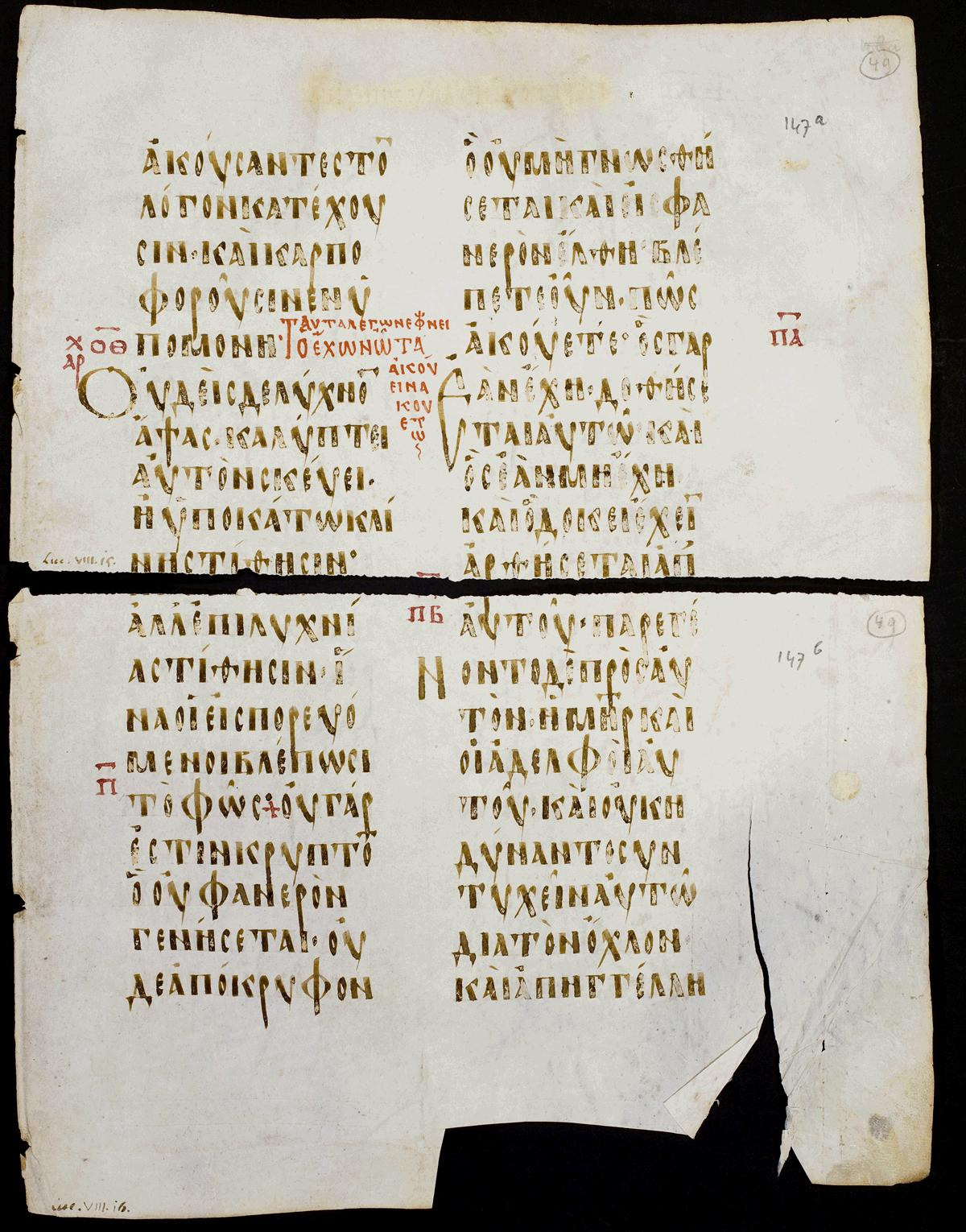
Folio 147r, Lukas 6,15b-20a

Der griechische Text des Codex Boreelianus repräsentiert den byzantinischen Text und wird der Kategorie V zugeordnet.
Matthäus 9,1 εμβας ] εμβας ο Ιησους
Matthäus 9,1 ιδιαν ] υδαιαν
Matthäus 9,13 ηλθον ] εληλυθα
Matthäus 9,18 αρχων ελθων ] αρχων προσηλθεν τω Ιησου
Matthäus 9,18 αυτω λεγων ] αυτω λεγω
Matthäus 14,34 γεννησαρετ ] γενησαρεθ (K L)
Matthäus 15,4 σου ] – (B D E F G S)
Matthäus 16,27 την πραξιν ] τα εργα
Matthäus 17,9 απο ] εκ (B C D E F H K L M S)
Matthäus 21,30 δευτερω ] ετερω (D E F H K)
Matthäus 23,25 ακρασιας ] αδικιας (C E F G H K S)
Matthäus 26,15 καγω ] και εγω
Matthäus 26,17 πασχα ] πασα
Matthäus 26,26 ευλογησας ] ευχαριστησας (A E F H K M S)
Matthäus 26,40 τω πετρω ] αυτοις (F K M)
Markus 1:9 ναζαρετ ] ναζαρεθ
Markus 1:16 βαλλοντας ] αμφιβαλλοντας (A B D F G H L S)
Markus 2:9 κραββατον ] κραβαττον